# Gielde
Gielde är en ortsteil i kommunen Schladen-Werla i Landkreis Wolfenbüttel i förbundslandet Niedersachsen i Tyskland. Gielde var en kommun fram till 1 november 2013 när den uppgick i Schladen-Werla. Kommunen Gielde hade 829 invånare 2013.